# قصر أبو ركبة
قصر أبو ركبة، موقع أثري في محافظة الكرك في الأردن، يقع على مسافة 14 كم جنوب معسكر اللجون. وهو عبارة عن برج مراقبة من سلسلة التحصينات التي بناها الرومان في المنطقة.